# Drosanthemum bicolor
Drosanthemum bicolor es una especie de planta suculenta perteneciente a la familia Aizoaceae.  Es originaria de Sudáfrica.

## Descripción
Es una pequeña planta suculenta perennifolia que alcanza un tamaño de 9 cm de altura a una altitud de 490 - 850 metros en Sudáfrica.

## Taxonomía
Drosanthemum bicolor fue descrito por Harriet Margaret Louisa Bolus y publicado en Notes Mesembrianthemum 3: 153. 1939.
Etimología
Drosanthemum: nombre genérico que deriva de las palabras griegas: drosos y anthos que significa "rocío" y "flor", que describe las células llenas de agua en las hojas de muchas especies de este género similares, de hecho, a las gotas de rocío.
bicolor: epíteto latino que significa "con dos colores".